# 26è Festival Internacional de Cinema de Berlín
El 26è Festival Internacional de Cinema de Berlín va tenir lloc entre el 25 de juny i el 6 de juliol de 1976. L'Os d'Or fou atorgat a la pel·lícula estatunidenca Buffalo Bill and the Indians, or Sitting Bull's History Lesson dirigida per Robert Altman.
La pel·lícula japonesa Ai no korīda de Nagisa Oshima va ser confiscada durant la seva estrena a la Berlinale i prohibida després d'una resolució judicial. La pel·lícula de Charlie Chaplin de 1957 A King in New York també fou projectada al festival.

## Jurat

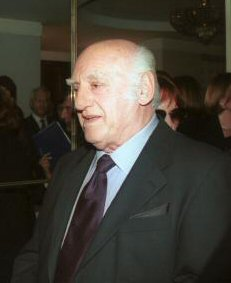
Jerzy Kawalerowicz, president del jurat

El jurat del festival estaria format per les següents persones:
- Jerzy Kawalerowicz (president)
- Hannes Schmidt
- Marjorie Bilbow
- Michel Ciment
- Guido Cinotti
- Guiorgui Danelia
- Wolf Hart
- Bernard R. Kantor
- Fernando Macotela
- Márta Mészáros
- Shūji Terayama

## Pel·lícules en competició
Les següents pel·lícules van competir per l'Os d'Or:
| Títol original                                                 | Director(s)             | País           |
| -------------------------------------------------------------- | ----------------------- | -------------- |
| Azonosítás                                                     | László Lugossy          | Hongria        |
| Baghé sangui                                                   | Parviz Kimiavi          | Iran           |
| Belyy parokhod                                                 | Bolotbek Xamxiiev       | Unió Soviètica |
| Buffalo Bill and the Indians, or Sitting Bull's History Lesson | Robert Altman           | Estats Units   |
| Canoa                                                          | Felipe Cazals           | Mèxic          |
| Caro Michele                                                   | Mario Monicelli         | Itàlia         |
| Čuvar plaže u zimskom periodu                                  | Goran Paskaljević       | Iugoslàvia     |
| Die plötzliche Einsamkeit des Konrad Steiner                   | Kurt Gloor              | Suïssa         |
| Divina creatura                                                | Giuseppe Patroni Griffi | Itàlia         |
| Dokter Pulder zaait papavers                                   | Bert Haanstra           | Països Baixos  |
| Expropiación                                                   | Mario Robles            | Veneçuela      |
| F comme Fairbanks                                              | Maurice Dugowson        | França         |
| Fogo morto                                                     | Marcos Farias           | Brasil         |
| Honjin satsujin jiken                                          | Yoichi Takabayashi      | Japó           |
| L'Argent de poche                                              | François Truffaut       | França         |
| Las largas vacaciones del 36                                   | Jaime Camino            | Espanya        |
| Mozart - Aufzeichnungen einer Jugend                           | Klaus Kirschner         | RFA            |
| Noce i dnie                                                    | Jerzy Antczak           | Polònia        |
| Sledovatelyat i gorata                                         | Rangel Vulchanov        | Bulgària       |
| The Man Who Fell to Earth                                      | Nicolas Roeg            | Regne Unit     |
| Verlorenes Leben                                               | Ottokar Runze           | RFA            |
| Zaklęte rewiry                                                 | Janusz Majewski         | Polònia        |

## Premis

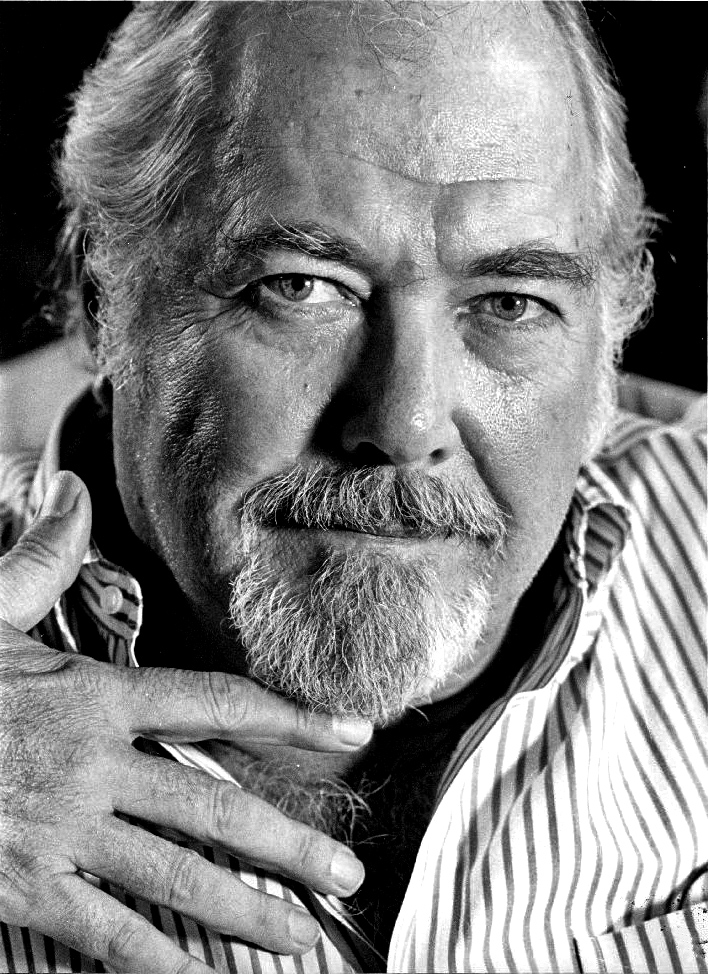
Robert Altman, guanyador de l'Os d'Or.

El jurat va atorgar els següents permis:
- Os d'Or: Buffalo Bill and the Indians, or Sitting Bull's History Lesson de Robert Altman
- Os de Plata - Gran Premi del Jurat: Canoa de Felipe Cazals
- Os de Plata a la millor direcció: Mario Monicelli per Caro Michele
- Os de Plata a la millor interpretació femenina: Jadwiga Barańska per Noce i dnie
- Os de Plata a la millor interpretació masculina: Gerhard Olschewski per Verlorenes Leben
- Os de plata per a un assoliment singular excepcional: László Lugossy per Azonosítás
- os de Plata: Baghé sangui de Parviz Kimiavi
- Premi FIPRESCI
  - Las largas vacaciones del 36 de Jaime Camino